# Figueruelas
Figueruelas es un municipio de España, en la provincia de Zaragoza, comunidad autónoma de Aragón. Tiene un área de 16,99 km² con una población de 1250 habitantes (INE 2023) y una densidad de 72,4 hab/km².

## Toponimia
En las Crónicas de los Jueces de Teruel se nombra el municipio con el nombre de Figeras, en referencia a un suceso ocurrido durante la guerra entre el rey y la Unión de Aragón:

Et otrosy fueron a Figeras a correr, et cremaronla

## Geografía
Integrado en la comarca de Ribera Alta del Ebro, se sitúa a 29 kilómetros de la capital provincial. El término municipal está atravesado por la Autopista Vasco-Aragonesa (AP-68), por la autovía A-68, por la carretera autonómica A-122 (Figueruelas-La Almunia de Doña Godina) y por carreteras locales que conectan con Pedrola y Cabañas de Ebro. 
El relieve del municipio está definido por terrazas propias de la ribera del Ebro. Situado entre los ríos Ebro y Jalón, está atravesado de oeste a este por el Canal Imperial de Aragón, mientras que la acequia del Cascajo hace de límite con Grisén. La altitud oscila entre los 263 metros al sur y los 215 metros al norte, cerca de la ribera del Ebro. El pueblo se alza a 252 metros sobre el nivel del mar.
| Noroeste: Pedrola | Norte: Cabañas de Ebro | Noreste: Alagón |
| Oeste: Pedrola    |                        | Este: Alagón    |
| Suroeste: Pedrola | Sur: Pedrola y Grisén  | Sureste: Grisén |

## Historia
En 1982 se inauguró la fábrica de automóviles de General Motors, luego vendida al grupo Grupo PSA en 2017 y actualmente parte del grupo Stellantis. Fue la primera planta automovilística del mundo en fabricar ininterrumpidamente durante las 24 horas del día. Allí se ha fabricado el Opel Corsa y el Peugeot 208 entre otros.

## Demografía
Figueruelas cuenta con una población de 1270 habitantes (INE 2024).
| Gráfica de evolución demográfica de Figueruelas entre 1842 y 2021                                                   |
| |
| Población de derecho según los censos de población del INE Población de hecho según los censos de población del INE |

## Administración y política
| Período   | Alcalde                           | Partido      |  |
| --------- | --------------------------------- | ------------ |  |
| 1979-1983 | Luis Navales García               | Ind.         |  |
| 1983-1987 | Luis Navales García               | AP           |  |
| 1987-1991 | Miguel Ángel Royo Oliveros        | CDS          |  |
| 1991-1995 | Miguel Ángel Royo Oliveros        | CDS          |  |
| 1995-1999 | Miguel Ángel Royo Oliveros        | Ind.         |  |
| 1999-2003 | Miguel Ángel Royo Oliveros        | Ind.         |  |
| 2003-2007 | Francisco Javier Lamuela Gregorio | Ind.         |  |
| 2007-2011 | Luis Bertol Moreno                | PP de Aragón |  |
| 2011-2015 | Luis Bertol Moreno                | PP de Aragón |  |
| 2015-2019 | Luis Bertol Moreno                | PP de Aragón |  |
| 2019-2023 | Luis Bertol Moreno                | PP de Aragón |  |
| 2023-2027 | Luis Bertol Moreno                | PP de Aragón |  |

| Partido político    | Partido político                                    | 1979   | 1983   | 1987   | 1991   | 1995   | 1999   | 2003   | 2007   | 2011   | 2015   | 2019   | 2023   |
| Partido político    | Partido político                                    | Ediles | Ediles | Ediles | Ediles | Ediles | Ediles | Ediles | Ediles | Ediles | Ediles | Ediles | Ediles |
|                     | Independientes                                      | 7      | —      | —      | —      | 4      | 4      | 3      | —      | —      | —      | —      | —      |
|                     | Centro Democrático y Social (CDS)                   | —      | 2      | 3      | 4      | —      | —      | —      | —      | —      | —      | —      | —      |
|                     | Partido de los Socialistas de Aragón (PSOE-Aragón)  | —      | 1      | 1      | 0      | 0      | 0      | 2      | 2      | 1      | 1      | 1      | 2      |
|                     | Partido Popular de Aragón (PP)-Alianza Popular (AP) | —      | 4      | 3      | 3      | 2      | 2      | 2      | 5      | 6      | 6      | 6      | 7      |
|                     | Partido Aragonés (PAR)                              | —      | —      | —      | —      | 1      | 1      | 2      | 2      | 1      | —      | —      | —      |
|                     | Izquierda Unida (IU)                                | —      | —      | —      | —      | —      | —      | 0      | 0      | —      | —      | —      | —      |
|                     | Chunta Aragonesista (CHA)                           | —      | —      | —      | —      | —      | —      | —      | 0      | 1      | 2      | 2      | —      |
| Total de concejales | Total de concejales                                 | 7      | 7      | 7      | 7      | 7      | 7      | 9      | 9      | 9      | 9      | 9      | 9      |